# Japan Artist Figure
Japan Artist Figure（ジャパン・アーティスト・フィギュア）は、アパレルブランドのoccupy（オキュパイ）がプロデュースし、販売・発売しているフィギュア。

## 概要
occupyがプロデュースし、販売・発売しているフィギュアの総称で、“OCCUPY Produce Japan Artist Figure”、“Japan Artist Figure Produced By OCCUPY”と表記されることがある（前者は主に取扱店、後者は公式発表の場）。
発売されているフィギュアは、数量は明らかにされていないが数量限定で販売されている。モデルになっている人物がアーティストということもあり、取扱店の多くがoccupyの服飾を販売しているアパレルショップとなっていて、日本のタワーレコードでも発売されている。

## コンセプト
モデルになっているのは、すべて実在する、なおかつ現役で活動している日本国内のアーティストで、現在のところ芸人と歌手を起用し展開している。約3頭身にデフォルメされていて、小物（ギター、ビール）なども再現している。

## 作品
モデルになっている人物の詳細に関してはそれぞれの項を参照。
- 千原ジュニア （実質的な第1弾）
  - 2008年7月30日発売 （R and C：YRBY-90046）
  - 2008年10月1日発売 （取扱店：LGTOCP-CHI00001）

DVD『チハラトーク#2』の初回封入特典の「千原ジュニア特製フィギュア」として発売、その後一般発売された。
- #2 チバユウスケ
  - 2009年5月中旬頃発売・発送 （Trippin' Elephant Records：TERNG-83・取扱店:LGTOCP-CHIBA0001）
  - 2009年5月22日発売 （TOWER RECORDS：TERNG-84・限定カラーバージョン：TERNG-85）

チバユウスケが所属するレーベルと取扱店、タワーレコードから発売。タワーレコードでは通常仕様と限定カラーバージョン（蓄光仕様）の2種類が発売された。
- #3 浅井健一
  - 2009年7月22日発売 （BMG JAPAN：BVCL-13）シングルCD『FRIENDLY』のフィギュア付初回生産限定盤。
  - 2009年8月19日発売 （TOWER RECORDS・別カラーバージョン：OCPFGASAI2・限定カラーバージョン：OCPFGASAI1）
  - 2009年8月22日発売 （取扱店・別カラーバージョン：LGTOCP-ASAI0003）

CDの初回生産限定盤は髪の色がダークブラウン、服の色がブラックで、この仕様のみの単体販売は無い。取扱店の別カラーバージョンは髪の色がブラウン、服の色がメタリックライトブルーで、タワーレコードでは別カラーバージョンに加え、限定カラーバージョン（蓄光仕様）の2種類が発売された。
- #4 BUCK-TICK
  - 2010年3月24日発売 （Ariola Japan：BVCL-73〜74）シングルCD『独壇場Beauty』のフィギュア付き完全生産限定盤（全5体・スペシャルBOX仕様）。

## 詳細
- 素材：PVC（ポリ塩化ビニール）
- サイズ：175mm（千原ジュニア）、160mm（チバユウスケ）、170mm（浅井健一）、105mm（BUCK-TICK、全5体の平均）
- 価格：5880円（フィギュア単体の場合〔限定カラーを除く〕、#4は単体販売なし）